# 1789 год
1789 (ты́сяча семьсо́т во́семьдесят девя́тый) год  по григорианскому календарю — невисокосный год, начинающийся в четверг. Это 1789 год нашей эры, 9‑й год 9‑го десятилетия XVIII века 2‑го тысячелетия, 10‑й год 1780‑х годов. Он закончился 236 лет назад.
| Пн | Вт | Ср | Чт | Пт | Сб | Вс |
|    |    |    | 1  | 2  | 3  | 4  |
| 5  | 6  | 7  | 8  | 9  | 10 | 11 |
| 12 | 13 | 14 | 15 | 16 | 17 | 18 |
| 19 | 20 | 21 | 22 | 23 | 24 | 25 |
| 26 | 27 | 28 | 29 | 30 | 31 |    |

| Пн | Вт | Ср | Чт | Пт | Сб | Вс |
|    |    |    |    |    |    | 1  |
| 2  | 3  | 4  | 5  | 6  | 7  | 8  |
| 9  | 10 | 11 | 12 | 13 | 14 | 15 |
| 16 | 17 | 18 | 19 | 20 | 21 | 22 |
| 23 | 24 | 25 | 26 | 27 | 28 |    |

| Пн | Вт | Ср | Чт | Пт | Сб | Вс |
|    |    |    |    |    |    | 1  |
| 2  | 3  | 4  | 5  | 6  | 7  | 8  |
| 9  | 10 | 11 | 12 | 13 | 14 | 15 |
| 16 | 17 | 18 | 19 | 20 | 21 | 22 |
| 23 | 24 | 25 | 26 | 27 | 28 | 29 |
| 30 | 31 |    |    |    |    |    |

| Пн | Вт | Ср | Чт | Пт | Сб | Вс |
|    |    | 1  | 2  | 3  | 4  | 5  |
| 6  | 7  | 8  | 9  | 10 | 11 | 12 |
| 13 | 14 | 15 | 16 | 17 | 18 | 19 |
| 20 | 21 | 22 | 23 | 24 | 25 | 26 |
| 27 | 28 | 29 | 30 |    |    |    |

| Пн | Вт | Ср | Чт | Пт | Сб | Вс |
|    |    |    |    | 1  | 2  | 3  |
| 4  | 5  | 6  | 7  | 8  | 9  | 10 |
| 11 | 12 | 13 | 14 | 15 | 16 | 17 |
| 18 | 19 | 20 | 21 | 22 | 23 | 24 |
| 25 | 26 | 27 | 28 | 29 | 30 | 31 |

| Пн | Вт | Ср | Чт | Пт | Сб | Вс |
| 1  | 2  | 3  | 4  | 5  | 6  | 7  |
| 8  | 9  | 10 | 11 | 12 | 13 | 14 |
| 15 | 16 | 17 | 18 | 19 | 20 | 21 |
| 22 | 23 | 24 | 25 | 26 | 27 | 28 |
| 29 | 30 |    |    |    |    |    |

| Пн | Вт | Ср | Чт | Пт | Сб | Вс |
|    |    | 1  | 2  | 3  | 4  | 5  |
| 6  | 7  | 8  | 9  | 10 | 11 | 12 |
| 13 | 14 | 15 | 16 | 17 | 18 | 19 |
| 20 | 21 | 22 | 23 | 24 | 25 | 26 |
| 27 | 28 | 29 | 30 | 31 |    |    |

| Пн | Вт | Ср | Чт | Пт | Сб | Вс |
|    |    |    |    |    | 1  | 2  |
| 3  | 4  | 5  | 6  | 7  | 8  | 9  |
| 10 | 11 | 12 | 13 | 14 | 15 | 16 |
| 17 | 18 | 19 | 20 | 21 | 22 | 23 |
| 24 | 25 | 26 | 27 | 28 | 29 | 30 |
| 31 |    |    |    |    |    |    |

| Пн | Вт | Ср | Чт | Пт | Сб | Вс |
|    | 1  | 2  | 3  | 4  | 5  | 6  |
| 7  | 8  | 9  | 10 | 11 | 12 | 13 |
| 14 | 15 | 16 | 17 | 18 | 19 | 20 |
| 21 | 22 | 23 | 24 | 25 | 26 | 27 |
| 28 | 29 | 30 |    |    |    |    |

| Пн | Вт | Ср | Чт | Пт | Сб | Вс |
|    |    |    | 1  | 2  | 3  | 4  |
| 5  | 6  | 7  | 8  | 9  | 10 | 11 |
| 12 | 13 | 14 | 15 | 16 | 17 | 18 |
| 19 | 20 | 21 | 22 | 23 | 24 | 25 |
| 26 | 27 | 28 | 29 | 30 | 31 |    |

| Пн | Вт | Ср | Чт | Пт | Сб | Вс |
|    |    |    |    |    |    | 1  |
| 2  | 3  | 4  | 5  | 6  | 7  | 8  |
| 9  | 10 | 11 | 12 | 13 | 14 | 15 |
| 16 | 17 | 18 | 19 | 20 | 21 | 22 |
| 23 | 24 | 25 | 26 | 27 | 28 | 29 |
| 30 |    |    |    |    |    |    |

| Пн | Вт | Ср | Чт | Пт | Сб | Вс |
|    | 1  | 2  | 3  | 4  | 5  | 6  |
| 7  | 8  | 9  | 10 | 11 | 12 | 13 |
| 14 | 15 | 16 | 17 | 18 | 19 | 20 |
| 21 | 22 | 23 | 24 | 25 | 26 | 27 |
| 28 | 29 | 30 | 31 |    |    |    |

## События

### Франция
- весна — Волнения в Марселе, Тулоне, Орлеане.
- конец апреля — Восстание в Сент-Антуанском предместье Парижа. Подавлено отрядами гвардии и кавалерии, несколько сот человек убиты и ранены.
- 5 мая — в Версале открылись заседания Генеральных штатов[1]. Начались пререкания о порядке ведения заседаний.
- 17 июня — во Франции депутаты третьего сословия Генеральных штатов, поддержанные низшими слоями духовенства и дворянства, провозгласили себя Национальным собранием, пригласив остальных депутатов присоединиться к ним[1]. Последовавшая попытка разгона Национального собрания привела к народному восстанию 13-14 июля, взятию Бастилии и победе Великой французской революции.
- 20 июня — Клятва в зале для игры в мяч.
- 23 июня — Созвано заседание Генеральных Штатов. Людовик XVI предложил депутатам разделиться по сословиям и заседать порознь. Депутаты третьего сословия продолжали свои заседания и привлекли на свою сторону часть представителей дворянства.
- 9 июля — Национальное собрание объявило себя Учредительным собранием — высшим представительным и законодательным органом народа[1].
- 11 июля — Людовик дал отставку министру Неккеру и приказал ему немедленно покинуть Париж.
- 12 июля — Первые столкновения между народом и войсками в Париже.
- 13 июля — Над Парижем загудел набат. Народ стал вооружаться, захвачены десятки тысяч ружей.
- 14 июля — Взятие народом Бастилии. Начало Великой французской буржуазной революции.
- середина июля — Король вернул Неккера к власти и признал решения Национального собрания. В Париже возник муниципалитет. Сформирована буржуазная Национальная гвардия во главе с маркизом Лафайетом.
- 18 июля — Восстание в Труа. Народ захватил оружие и овладел городской ратушей.
- 19-20 июля — Восстание в Страсбурге. Народ два дня был полным хозяином города. Сожжение документов в городской ратуше.
- 21 июля — Восстание в Шербуре.
- 24 июля — Восстание в Руане.
- конец июля — В провинциальных городах создавались выборные муниципалитеты.
- 4-11 августа — Декреты Учредительного собрания (УС) Франции о выкупе крестьянами феодальных повинностей. «Феодальный режим полностью уничтожается»[2].
- август — Партия конституционалистов в УС во главе с Мирабо, Сийесом.
- август — Крестьянские восстания охватили всю Францию. В Дофине из каждых пяти дворянских замков разрушено три. Во Франш-Контэ разрушено 40 замков. Демонстрация работников портняжных мастерских в Париже.
- 26 августа — Принятие УС Франции «Декларации прав человека и гражданина».
- 31 августа — УС Франции стало обсуждать законопроект об избирательной системе.
- 12 сентября — Выход первого номера газеты Марата «Парижский публицист» (с 6 номера — «Друг народа»).
- сентябрь — В Версаль вызваны новые войска. Король не утвердил Декларацию прав человека и гражданина и августовские декреты.
- 1 октября — Контрреволюционная манифестация офицерства в королевском дворце.
- 5-6 октября — Поход парижан в Версаль. Народ ворвался во дворец. Переезд короля и УС в Париж.
- 2 ноября — Постановление УС Франции о конфискации и продаже церковных земель. Выпуск ассигнатов — государственных денежных обязательств, обеспеченных доходом от продажи церковных земель.
- Образование клуба якобинцев («Общество друзей конституции»). Мирабо, Робеспьер.
- Подтверждение Лавуазье закона сохранения массы, открытого Ломоносовым.

### Другие страны
- 10 февраля — император Священной Римской империи Иосиф II указом частично вводит в австрийских наследственных землях (кроме Тироля) поземельный налог и пытается перевести все крестьянские повинности в денежную форму[3].
- 4 марта — вступление в действие Конституции США.
- 1789, 4 марта — 1797, 4 марта — 1-й президент США Джордж Вашингтон (1732—1799).
- 1789, 4 марта — 1797, 4 марта — 1-й вице-президент США Джон Адамс.
- 21 апреля — Указ Густава. Крестьянам Финляндии предоставлено право выкупать в собственность находившуюся в их пользовании казённую землю.
- Подавление в Швеции дворянского заговора (Аньяльского союза). «Акт единения и охраны». Риксдаг созывается по усмотрению короля, который правит без помощи Госсовета.
- Выход Дании из войны со Швецией под давлением Англии и Пруссии.
- 1 августа — победа русской армии Суворова над турками при Фокшанах.
- 7 сентября — Потёмкин выдал распоряжение, где было сказано: «Назвать новосведенную верфь на Ингуле — городом Николаевом».
- 22 сентября — разгром турецкой армии русскими войсками Суворова при Рымнике.
- 25 сентября — в Соединённых Штатах Америки конгрессом принят Билль о правах — первые 10 поправок к Конституции (вступают в силу 15 декабря 1791).
- 24 октября — Начало восстания в Бельгии против австрийского господства.
- декабрь — Австрийские войска изгнаны почти со всей территории Бельгии. Образованы «Объединённые бельгийские штаты».
- Краткое объединение Вьетнама под властью Куанг Чунга (Тэй Шона) (вождя тэйшонов). Умер через несколько лет.
- Основан Петровский чугунолитейный завод в Братской степи (Забайкалье). Ныне город Петровск-Забайкальский Забайкальского края.

## Родились
См. также: Категория:Родившиеся в 1789 году
- 2 февраля – Карл Александр Хайделофф, немецкий прозаик.
- 20 февраля — Андрей Андреевич Жандр, русский драматург и переводчик.
- 8 марта — Байрон, Джордж Энсон, 7й лорд Байрон, адмирал, брат поэта.
- 20 мая — Иван Степанович Жиркевич, русский военачальник и мемуарист.
- 5 июля — Фаддей Булгарин, писатель, критик, издатель.
- 25 июля — М. Н. Загоскин, русский писатель, драматург, автор исторических романов, директор московских театров и московской Оружейной палаты.
- 26 августа — Аббас-Мирза, иранский государственный деятель.
- 15 октября — Уильям Кристофер Цейзе, датский химик-органик. Один из пионеров металлоорганической химии.
- 25 октября — Карлос Мария де Альвеар — Верховный правитель Объединённых провинций Ла-Платы в 1815 году.
- 13 декабря — Дмитрий Петрович Глебов (ум. 1843), русский поэт, актуариус и переводчик; статский советник.

## Скончались
См. также: Категория:Умершие в 1789 году
- 21 января — Поль Анри Гольбах, французский философ немецкого происхождения, писатель, энциклопедист, просветитель.
- 7 апреля — Абдул-Гамид I, 27-й султан Османской империи.
- Мельгунова, Агафья Семёновна — основательница Дивеевской монашеской общины.